# Église Saint-Melaine de Moigné
L'église Saint-Melaine de Moigné est une église catholique située à Moigné, en France.

## Localisation
L'église est située au centre du département français d'Ille-et-Vilaine, sur l'ancienne commune de Moigné, intégrée au Rheu depuis 1965. Elle se trouve dans le bourg de Moigné, le long de la route départementale D21.

## Historique
Remplaçant un lieu de culte gallo-romain, l’église actuelle est construite à partir du XIe ou XIIe siècle. De l’édifice roman subsistent l’abside et le mur nord de la nef. L’église est profondément modifiée au XVe siècle : le mur sud de la nef est déplacé, créant une asymétrie toujours visible, une baie flamboyant est ouverte sur le mur droit du chœur. La façade ouest est remaniée. 
En  1434, Jehan de Brays, seigneur de Moigné, fait édifier la chapelle Saint-Gilles au nord du chœur. Au XVIe siècle, on construit un porche ouest, aujourd’hui disparu.
Au XIXe siècle, on ajoute un transept formé de deux chapelles latérales : la chapelle Saint-Nicolas au sud et la chapelle de la Vierge au nord. L’arc diaphragme est supprimé. Le clocher de croisée est supprimé et on en construit un nouveau à l’ouest de l’édifice.

La chapelle Saint Gilles, actuellement utilisée comme sacristie, est classée au titre des monuments historiques en 1990.

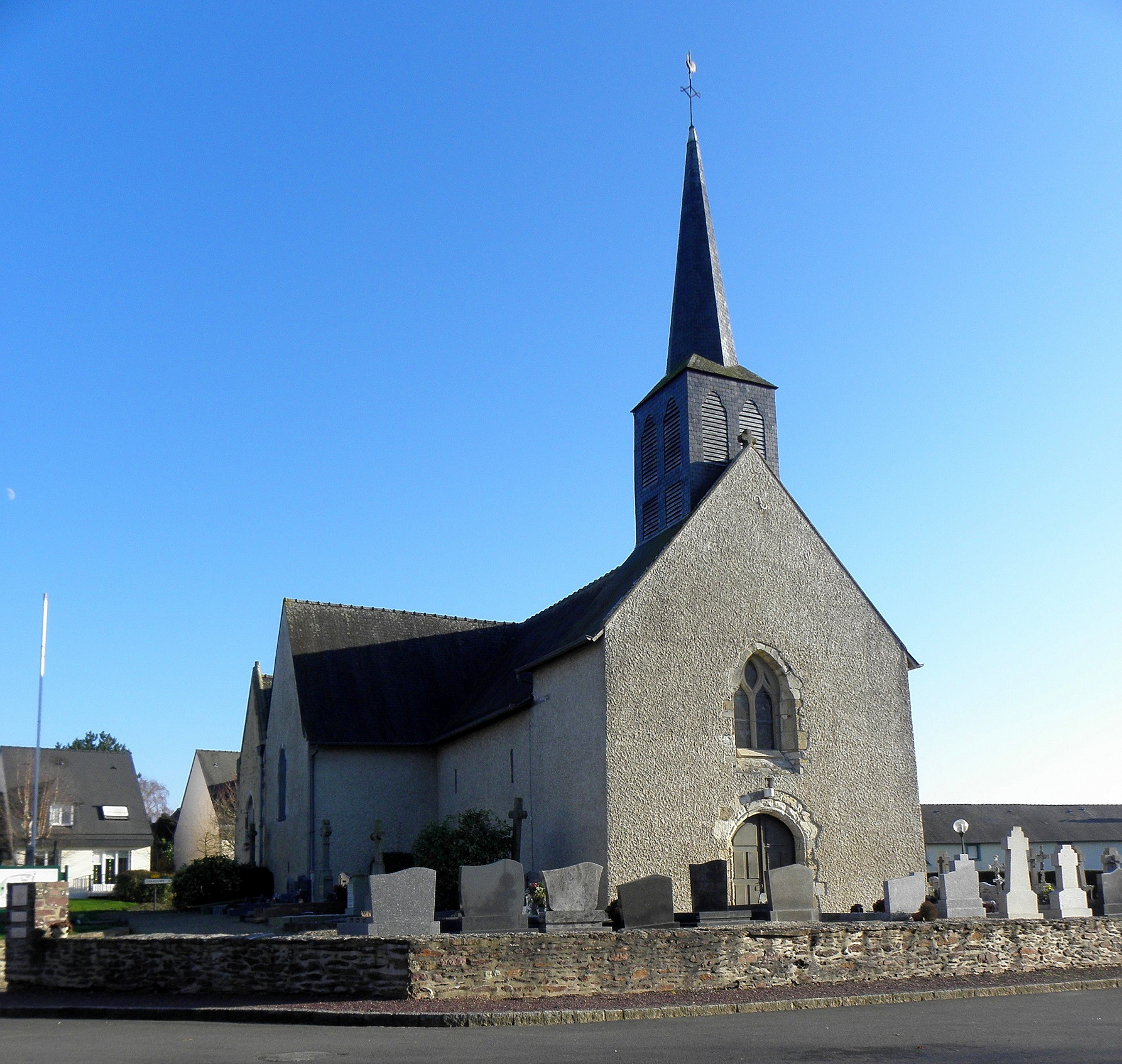
Façade ouest et clocher.
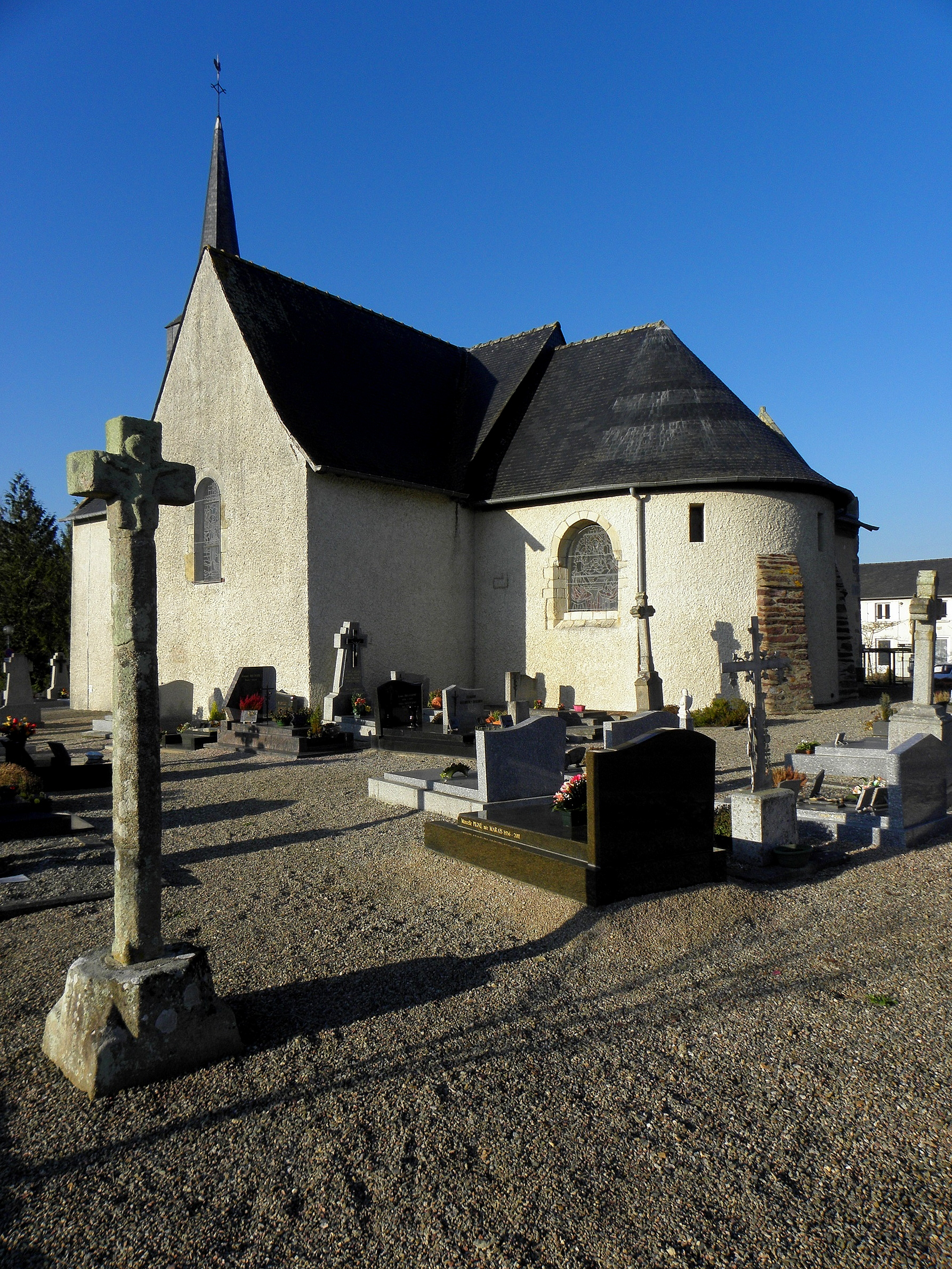
Le chœur.
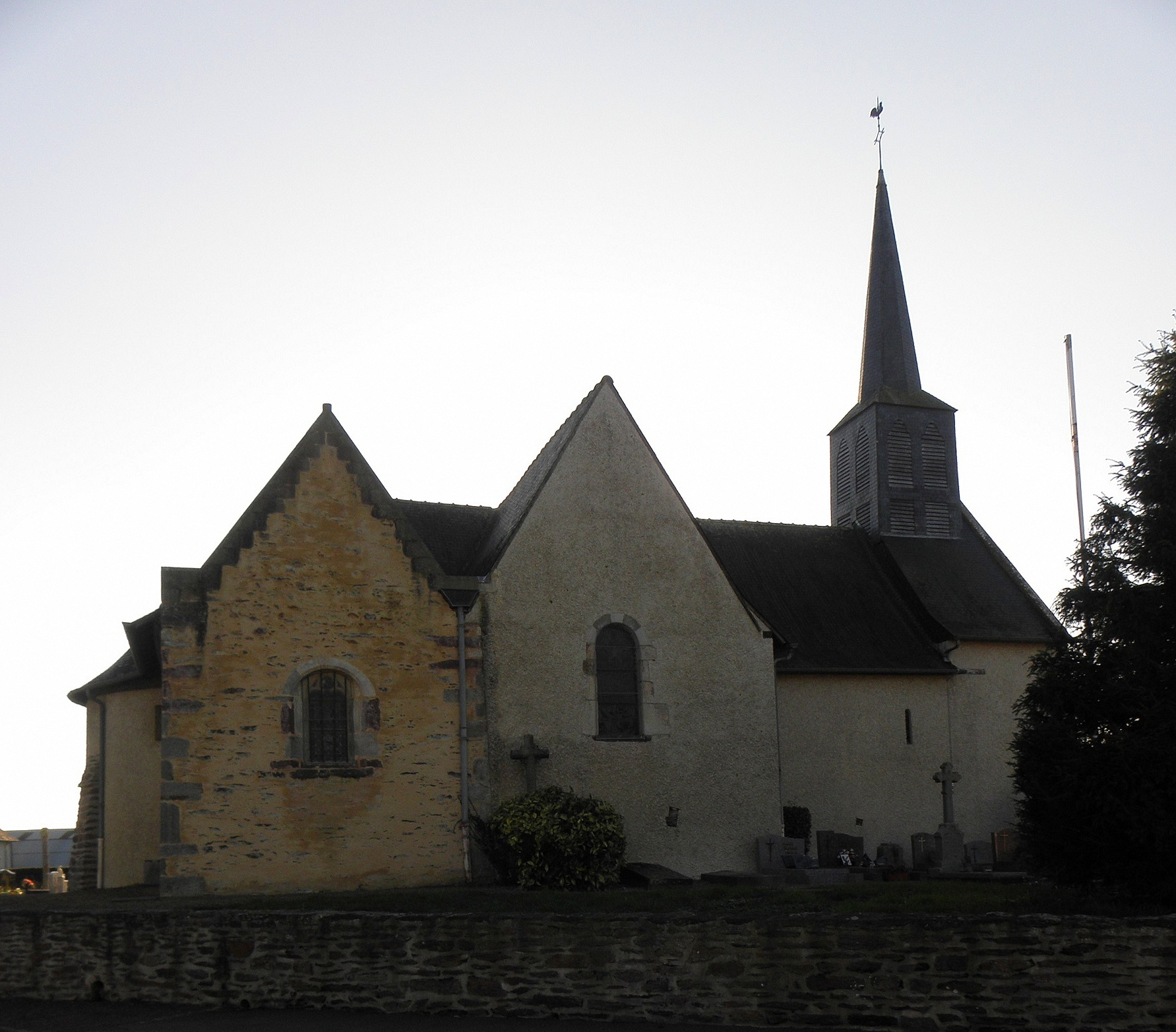
Vue de la façade nord, on distingue nettement la chapelle Saint-Gilles.
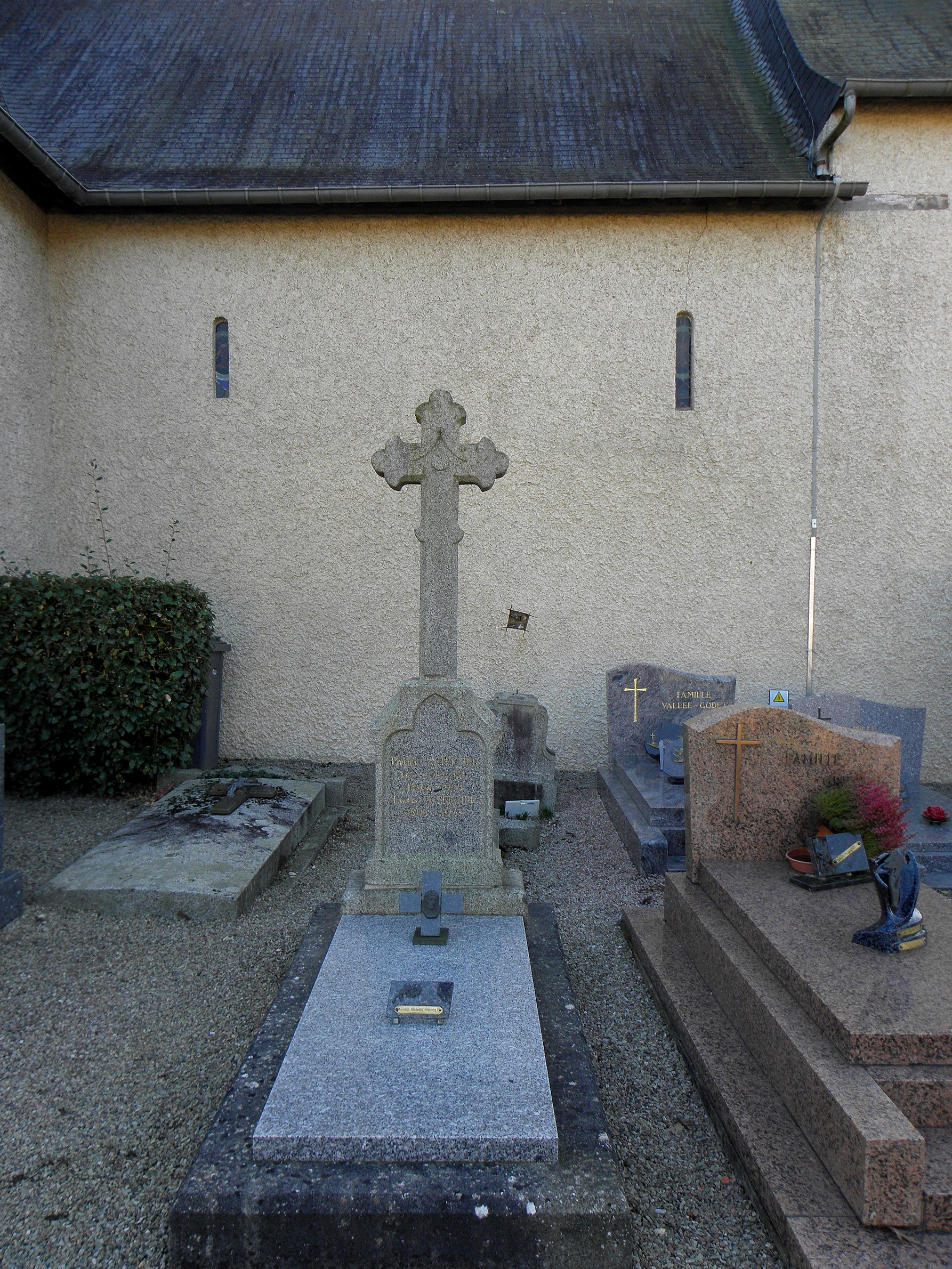
Mur nord de la nef
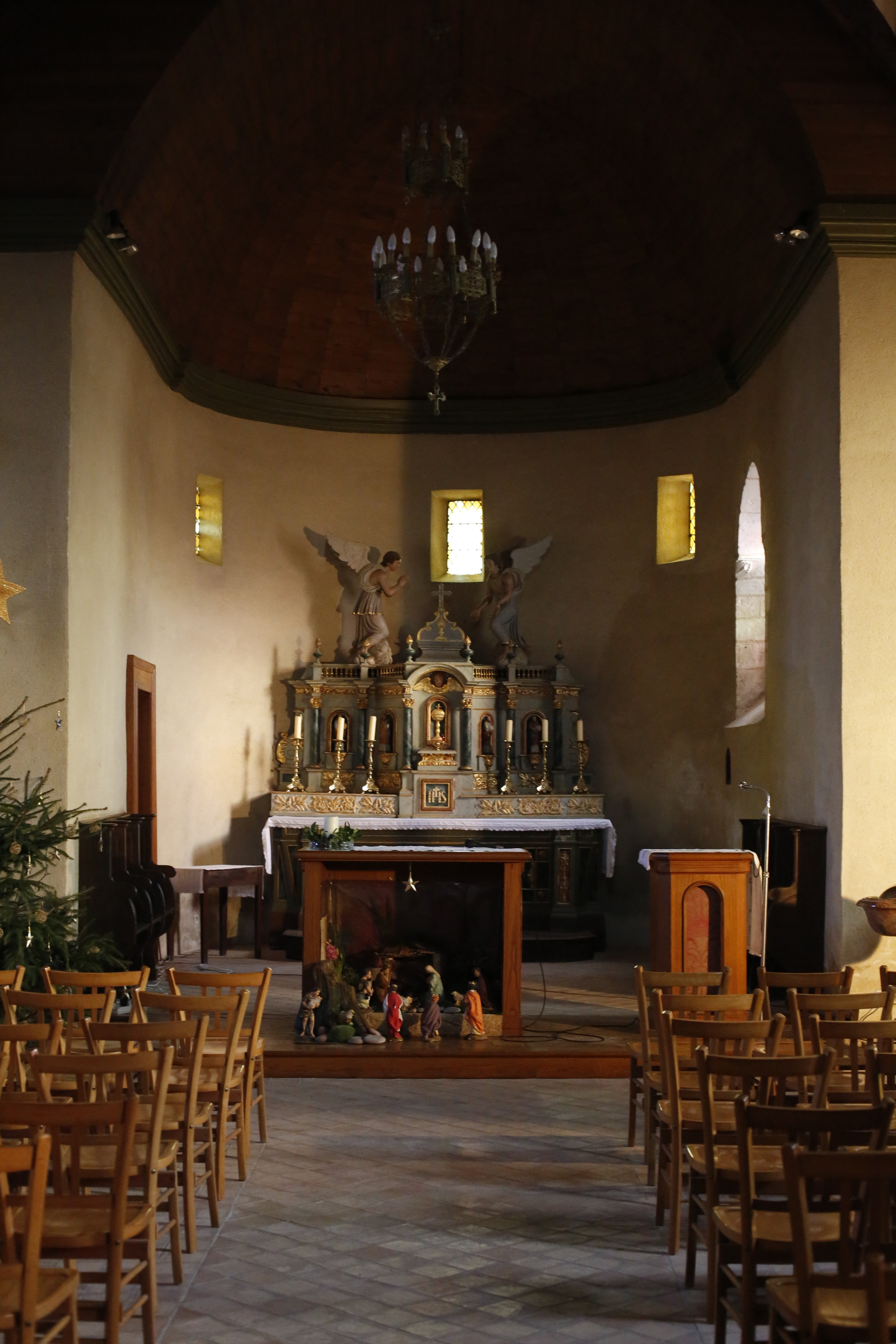
Nef et chœur.

## Description

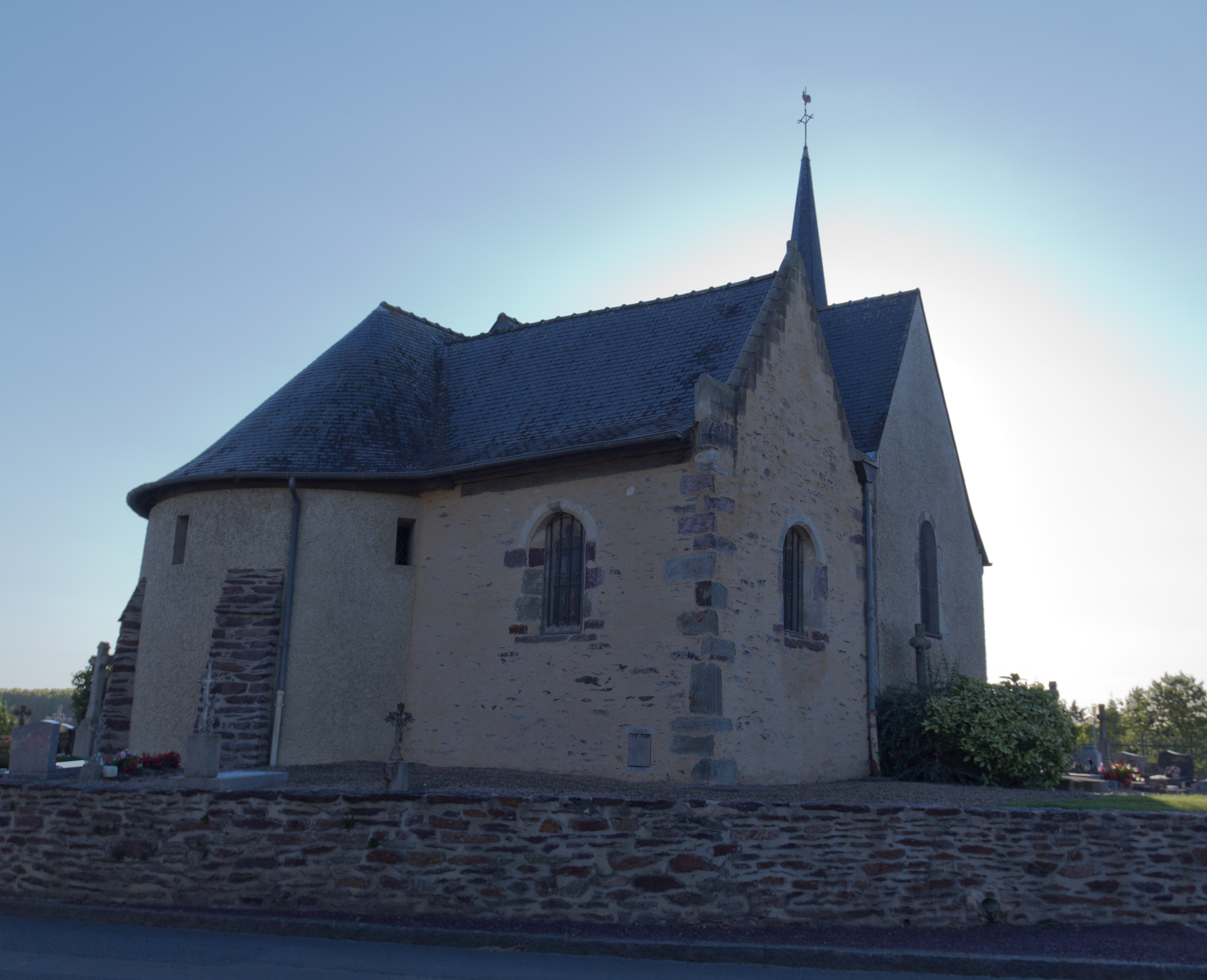
Ancienne chapelle Saint-Gilles.

L'église présente un plan en croix latine et est couverte de lambris.
L’abside romane en hémicycle est percée de trois meurtrières et soutenue par deux contreforts extérieurs. Le mur nord, également roman, est percé de deux meurtrières. 
La chapelle Saint-Gilles est éclairée par deux baies dont l’une contient un vitrail du XVIe siècle classé. Elle possède de belles sablières. Des sondages ont révélé la présence d’un décor peint sur les murs (croix de consécration à l’ouest ouest, scènes figuratives au nord et au sud).

## Mobilier protégé au titre des Monuments historiques
Parmi les objets mobiliers protégés au titre des monuments historiques conservés dans l'église figurent :
| Monument | Date                 | Notice               | Type de protection | Date de protection | Photographie |
| --- | -------------------- | -------------------- | ------------------ | ------------------ | ------------ |
| Autel secondaire, gradin d'autel, retable, tableau : Le Martyre de saint Sébastien                                                                                         | XVIIIe – XIXe siècle | Notice no PM50000049 | classement         | 22 juillet 1983    |              |
| Autel secondaire, gradin d'autel, retable, tableau : La Donation du Rosaire                                                                                                | XVIIIe – XIXe siècle | Notice no PM50000050 | classement         | 22 juillet 1983    |              |
| Retable du maître-autel, avec 4 statues des Evangélistes. retable latéral droit et une statue de saint Nicolas. retable latéral gauche et une statue de Vierge à l'Enfant. | XIXe siècle          | Notice no PM35000509 | inscription        | 19 avril 1966      |              |
| Statue : Christ au jardin des Oliviers | XIXe siècle          | Notice no PM35002819 | inscription        | 27 août 1997       |              |
| Statue : Saint Fiacre | XIXe siècle          | Notice no PM35000969 | inscription        | 27 août 1997       |              |
| Statue : Saint Jacques | XIXe siècle          | Notice no PM35000970 | inscription        | 27 août 1997       |              |